# ファンキーモンキーベイビーズBEST
『ファンキーモンキーベイビーズBEST』（ファンキーモンキーベイビーズベスト）は、FUNKY MONKEY BABYSの初のベスト・アルバム。2010年2月10日にドリーミュージックより発売。

## 概要
- 前作『ファンキーモンキーベイビーズ3』から約11ヶ月振りのリリースとなった、FUNKY MONKEY BABYS初のベスト・アルバム。デビューシングル「そのまんま東へ」から12thシングル「涙/夢」までのシングル曲全てと一部カップリング曲、アルバム収録曲を合わせて全24曲を収録。初回生産限定盤のDVDにはデビューからの全PV14作品と福岡国際センターでのライブのダイジェスト映像を収録。Disc 1にはシングル曲のみが、Disc 2にはシングル曲に加えカップリング、アルバムから選曲された楽曲が収録されている。
- ジャケットにはアルバムの前作に続いてメンバーのDJケミカルを起用している。このジャケットのうち、初回生産限定盤のものは1stシングル「そのまんま東へ」のジャケットを元に考えられた。最初は同じものを着ていたが、あまりにも似合わなかったのでふわふわにしたという。
- オリコンチャートでは前作に引き続き初登場1位を獲得。初動・累計ともに自己最高の売上を記録し、自身初の年間TOP10入りを果たした。
- 2017年9月時点でTSUTAYAにおいて累計306万回以上がレンタルされ、同時点でTSUTAYAにおけるベスト盤のレンタル回数では歴代6位である[2]。

## 収録曲
CD

### Disc 1
1. 希望の唄 [4:26]
  - 9thシングル「希望の唄/風」の1曲目
  - 映画「ラブファイト」主題歌
2. ヒーロー [4:53]
  - 11thシングル「ヒーロー/明日へ」の1曲目
  - 日本テレビ系「ズームイン!!SUPER」テーマソング、「ズームインサタデー」秋のテーマソング
3. Lovin' Life [4:52]
  - 4thシングル
  - 日本テレビ系「恋愛活動(ラブカツ)」エンディングテーマ
4. 告白  [4:43]
  - 8thシングル
  - サントリー「LUCKY CIDER」TVCM ソング、第一興商DAM★うたフルCM ソング
5. ALWAYS [4:21]
  - 3rdシングル
  - TVK/MXTV他「MUSIC B.B.」オープニングテーマ
6. ちっぽけな勇気 [5:04]
  - 5thシングル
  - 日本テレビ系「音楽戦士MUSIC FIGHTER」オープニングテーマ、映画「ぼくたちと駐在さんの700 日戦争」挿入歌
7. 桜 [5:20]
  - 10thシングル
  - ロッテ「ガーナミルクチョコレート」CMソング（特別バージョン）、 日本テレビ系「横浜国際女子駅伝FINAL」イメージソング、日本テレビ系「音楽戦士MUSIC FIGHTER」オープニングテーマ、第一興商DAM★ともCM ソング
8. 涙 [4:21]
  - 12thシングル「涙/夢」の1曲目
  - ユーキャン 2010年度CMソング
9. もう君がいない [4:49]
  - 6thシングル
  - 日本テレビ系「音燃え！」エンディングテーマ
10. 恋の片道切符 [4:35]
  - 2ndシングル
  - 日本テレビ系「音楽戦士MUSIC FIGHTER」エンディングテーマ
11. そのまんま東へ [4:34]
  - 1stシングル
12. 旅立ち [5:35]
  - 7thシングル
  - 映画「ぼくたちと駐在さんの700日戦争」主題歌、music.jp CM ソング、INDY JAPAN RADIO 2008 テーマソング

### Disc 2
CD
1. 夢 [4:54]
  - 12thシングル「涙/夢」の2曲目
  - ユーキャン 2010年度CMソング
  - 奈良テレビ「ドラマティックナイン」2010年度オープニングテーマ
2. メロディーライン [4:46]
  - 3rdアルバム「ファンキーモンキーベイビーズ3」収録曲
  - コカ・コーラ夏のキャンペーンタイアップソング
3. ナツミ [4:56]
  - 8thシングル「告白」のカップリング曲
4. GO!GO!ライダー [3:25]
  - 2ndシングル「恋の片道切符」のカップリング曲
  - テレビ朝日、ABC「ザ・フロッグマンショー」オープニングテーマ
5. One [4:19]
  - 1stアルバム「ファンキーモンキーベイビーズ」収録曲
6. 明日へ [4:51]
  - 11thシングル「ヒーロー/明日へ」の2曲目
  - 「第88回全国高等学校サッカー選手権大会」応援歌
7. 大丈夫だよ [5:02]
  - 2ndアルバム「ファンキーモンキーベイビーズ2」収録曲
8. 風 [4:37]
  - 9thシングル「希望の唄/風」の2曲目
  - フジテレビ系「めざましどようび」テーマソング（2008年10月 ～ 2009年3月）
9. ぼくはサンタクロース [5:07]
  - 6thシングル「もう君がいない」のカップリング曲
10. おかえりなさい [4:51]
  - 3rdアルバム「ファンキーモンキーベイビーズ3」収録曲
  - トステム住研グループ「アイフルホーム」CMソング
11. ふるさと [4:43]
  - 配信限定シングル（初CD化）
  - NHK「みんなのうた」使用曲（2009年12月度・2010年1月度）
12. 西日と影法師 [4:09]
  - 3rdシングル「ALWAYS」のカップリング曲

### Disc 3
| #   | タイトル                                                                                     | 作詞 | 作曲・編曲 | 監督      |
| --- | -------------------------------------------------------------------------------------------- | ---- | ---------- | --------- |
| 1.  | 「そのまんま東へ」(主演：そのまんま東)                                                       |      |            | モリ☆カツ |
| 2.  | 「恋の片道切符」(主演：山田花子)                                                             |      |            | モリ☆カツ |
| 3.  | 「ALWAYS」(主演：ペナルティ)                                                                 |      |            | モリ☆カツ |
| 4.  | 「Lovin’Life」(主演：中嶋朋子)                                                               |      |            | 三木孝浩  |
| 5.  | 「ちっぽけな勇気」(主演：脇知弘)                                                             |      |            | スミス    |
| 6.  | 「もう君がいない」(主演：戸田恵梨香)                                                         |      |            | 三木孝浩  |
| 7.  | 「旅立ち」(主演：石田卓也)                                                                   |      |            | 山口保幸  |
| 8.  | 「告白」(主演：船越英一郎)                                                                   |      |            | 三木孝浩  |
| 9.  | 「希望の唄」(主演：北乃きい)                                                                 |      |            | 三木孝浩  |
| 10. | 「雪が降る街」(主演：杉本彩)                                                                 |      |            | 土屋隆俊  |
| 11. | 「桜」(主演：徳井義実)                                                                       |      |            | 末吉ノブ  |
| 12. | 「ヒーロー」(主演：羽鳥慎一)                                                                 |      |            | 三木孝浩  |
| 13. | 「明日へ」(主演：中山雅史)                                                                   |      |            | 三木孝浩  |
| 14. | 「涙」(主演：貫地谷しほり)                                                                   |      |            | 三木孝浩  |
| 15. | 「FUNKY MONKEY BABYS「おまえ達との道 ～in福岡～」20091226 at 福岡国際センター ダイジェスト」 |      |            | 土屋隆俊  |